# Liste des monuments de Salé
Ceci est une liste des monuments classés par le ministère de culture marocain aux alentours de Salé.
| Identifiant monument                                         | Site           | Monument                           | Adresse | Date de classement | Décret | Coordonnées                        | Illustration                   |                       |
| ------------------------------------------------------------ | -------------- | ---------------------------------- | ------- | ------------------ | ------ | ---------------------------------- | ------------------------------ | --------------------- |
| pc_architecture/sanae:390017                                 | Salé           | Bab el-Mrissa                      |         |                    |        | 34° 01′ 58″ nord, 6° 49′ 13″ ouest | Bab el-Mrissa                  | Télécharger une image |
| pc_architecture/sanae:410021                                 | Salé           | enceinte de la médina de Salé      |         |                    |        | 34° 02′ 01″ nord, 6° 49′ 13″ ouest | enceinte de la médina de Salé  | Télécharger une image |
| pc_architecture/sanae:190017                                 | Salé           | kasbah des Gnaouas                 |         |                    |        | 34° 03′ 44″ nord, 6° 48′ 48″ ouest | kasbah des Gnaouas             | Télécharger une image |
| pc_architecture/sanae:110002 et pc_architecture/idpcm:0841D  | Salé           | Maristane de Salé                  |         |                    |        | 34° 02′ 17″ nord, 6° 49′ 27″ ouest | Maristane de Salé              | Télécharger une image |
| pc_architecture/sanae:270008 et pc_architecture/sanae:270036 | Salé           | Médersa mérinide de Salé           |         |                    |        | 34° 02′ 23″ nord, 6° 49′ 38″ ouest | Médersa mérinide de Salé       | Télécharger une image |
| pc_architecture/sanae:030001                                 | Salé           | Aqueduc de Salé                    |         |                    |        | 34° 02′ 52″ nord, 6° 48′ 59″ ouest | Aqueduc de Salé                | Télécharger une image |
| pc_architecture/sanae:390018                                 | Salé           | Bab Bouhaja (d)                    |         |                    |        | 34° 02′ 07″ nord, 6° 49′ 26″ ouest | Bab Bouhaja (d)                | Télécharger une image |
| pc_architecture/sanae:110156                                 | Salé           | Foundouk Cherkaoui (d)             |         |                    |        | à géolocaliser                     | Image manquante Téléverser     | Télécharger une image |
| pc_architecture/sanae:260487                                 | Salé           | Sidi Massoud (d)                   |         |                    |        | à géolocaliser                     | Image manquante Téléverser     | Télécharger une image |
| pc_architecture/sanae:390016                                 | Salé           | Bab Lakhmis (Salé) (d)             |         |                    |        | 34° 02′ 11″ nord, 6° 49′ 04″ ouest | Bab Lakhmis (Salé) (d)         | Télécharger une image |
| pc_architecture/sanae:050003                                 | Salé           | Borj El kébir (d)                  |         |                    |        | 34° 02′ 48″ nord, 6° 49′ 43″ ouest | Borj El kébir (d)              | Télécharger une image |
| pc_architecture/sanae:100014                                 | Salé           | église de Salé (d)                 |         |                    |        | 34° 01′ 57″ nord, 6° 49′ 33″ ouest | église de Salé (d)             | Télécharger une image |
| pc_architecture/sanae:180044                                 | Salé           | Jardin du Dar Sbihi (d)            |         |                    |        | à géolocaliser                     | Image manquante Téléverser     | Télécharger une image |
| pc_architecture/sanae:280003                                 | Salé           | Médina de Salé (en)                |         |                    |        | 34° 02′ 26″ nord, 6° 49′ 27″ ouest | Médina de Salé (en)            | Télécharger une image |
| pc_architecture/sanae:290002 et pc_architecture/idpcm:CA9006 | Salé           | minaret de la mosquée Bourmada (d) |         |                    |        | 34° 02′ 15″ nord, 6° 49′ 20″ ouest | Image manquante Téléverser     | Télécharger une image |
| pc_architecture/sanae:390013                                 | Salé           | Bab Chaafa (d)                     |         |                    |        | 34° 02′ 38″ nord, 6° 49′ 30″ ouest | Bab Chaafa (d)                 | Télécharger une image |
| pc_architecture/sanae:390109                                 | Salé           | Bab Jdid (Salé) (d)                |         |                    |        | 34° 02′ 11″ nord, 6° 49′ 36″ ouest | Image manquante Téléverser     | Télécharger une image |
| pc_architecture/sanae:390020                                 | Salé           | Bab Maalka (d)                     |         |                    |        | 34° 02′ 12″ nord, 6° 49′ 38″ ouest | Bab Maalka (d)                 | Télécharger une image |
| pc_architecture/sanae:390014                                 | Salé           | Bab Sebta (d)                      |         |                    |        | 34° 02′ 30″ nord, 6° 49′ 15″ ouest | Bab Sebta (d)                  | Télécharger une image |
| pc_architecture/sanae:390015 et pc_architecture/idpcm:BCBFF  | Salé           | Bab Ferth (d)                      |         |                    |        | 34° 02′ 24″ nord, 6° 49′ 08″ ouest | Image manquante Téléverser     | Télécharger une image |
| pc_architecture/idpcm:1E0B6B et pc_architecture/sanae:390012 | Marrakech      | Zaouia de Sidi Bel Abbes           |         |                    |        | 31° 38′ 21″ nord, 7° 59′ 27″ ouest | Zaouia de Sidi Bel Abbes       | Télécharger une image |
| pc_architecture/idpcm:1E0B6B et pc_architecture/sanae:390012 | Marrakech      | Zaouia de Sidi Bel Abbes           |         |                    |        | 31° 38′ 21″ nord, 7° 59′ 27″ ouest | Zaouia de Sidi Bel Abbes       | Télécharger une image |
| pc_architecture/idpcm:815A4B                                 | Salé           | Sqala Jdida (d)                    |         |                    |        | 34° 02′ 05″ nord, 6° 49′ 43″ ouest | Image manquante Téléverser     | Télécharger une image |
| pc_architecture/idpcm:978112                                 | Salé           | Mausolée de Sidi Moussa (d)        |         |                    |        | 34° 03′ 35″ nord, 6° 49′ 03″ ouest | Mausolée de Sidi Moussa (d)    | Télécharger une image |
| pc_architecture/sanae:050005                                 | Salé           | Borj El Quedim (d)                 |         |                    |        | 34° 02′ 28″ nord, 6° 50′ 00″ ouest | Image manquante Téléverser     | Télécharger une image |
| pc_architecture/sanae:050004                                 | Salé           | Borj El Mellah (d)                 |         |                    |        | 34° 02′ 04″ nord, 6° 49′ 12″ ouest | Image manquante Téléverser     | Télécharger une image |
| pc_architecture/idpcm:847E51                                 | Salé           | Borj Adoumoue                      |         |                    |        | 34° 02′ 33″ nord, 6° 49′ 57″ ouest | Borj Adoumoue                  | Télécharger une image |
| pc_architecture/sanae:050006                                 | Salé           | Borj El Jedid (d)                  |         |                    |        | 34° 02′ 28″ nord, 6° 50′ 00″ ouest | Image manquante Téléverser     | Télécharger une image |
| pc_architecture/sanae:180013                                 | Sidi Bouknadel | Jardins exotiques de Bouknadel     |         |                    |        | 34° 05′ 43″ nord, 6° 46′ 00″ ouest | Jardins exotiques de Bouknadel | Télécharger une image |
| pc_architecture/idpcm:1C84                                   | Salé           | Bab Dar Assinaa (d)                |         |                    |        | 34° 02′ 00″ nord, 6° 49′ 18″ ouest | Bab Dar Assinaa (d)            | Télécharger une image |
| pc_architecture/sanae:210001                                 | Salé           | Kissaria de Salé (d)               |         |                    |        | 34° 02′ 16″ nord, 6° 49′ 28″ ouest | Image manquante Téléverser     | Télécharger une image |
| pc_architecture/idpcm:6C2C8                                  | Salé           | Cinéma L’Opéra (d)                 |         |                    |        | 34° 02′ 40″ nord, 6° 48′ 35″ ouest | Cinéma L’Opéra (d)             | Télécharger une image |